# Juan Puig Elias
Juan Puig Elías (Joan Puig i Elías; Sallent, 30 luglio 1898 – Porto Alegre, 5 settembre 1972) è stato un anarchico, pedagogista e politico spagnolo.

## Biografia
Militante fin dalla gioventù del sindacato anarchico spagnolo Confederación Nacional del Trabajo si dedica all'insegnamento elementare.

Nel 1921 assume la direzione della scuola creata dal sindacato nel quartiere del Clot di Barcellona, trasformandola nella Scuola Natura. La sua pedagogia si ispira alla Scuola Moderna di Francisco Ferrer y Guardia ma oltre ai principi dell'educazione razionalista e laica e della coeducazione dei sessi e delle classi sociali Puig Elías dà largo spazio all'ambito socio-affettivo (il Sentimiento), alla centralità del discente, all'apprendimento a diretto contatto con la Natura (da cui il nome stesso della scuola).

Negli anni successivi è attivo nella diffusione dei suoi principi pedagogici in tutta la Spagna senza mai tralasciare l'impegno sindacale e politico, ricopre importanti ruoli organizzativi nel Sindacato delle professioni liberali affiliato alla CNT, partecipa al congresso di Saragozza della stessaConfederación Nacional del Trabajo (1936) ed è probabilmente tra gli autori della mozione sul rapporto tra l'educazione e l'edificazione di una nuova società senza classi.

Allo scoppio della Guerra civile spagnola nel luglio 1936, dopo aver preso parte ai combattimenti sulle barricate, viene chiamato a presiedere il Consell de l’Escola Nova Unificada (CENU), composto da rappresentanti della CNT, della Unión General de Trabajadores (il sindacato socialista) e della Generalitat (il governo autonomo catalano) che riorganizzerà su basi laiche, pubbliche e gratuite l'istruzione nell'intera Catalogna. A chi gli contesta la compromissione con organi di governo Puig Elias rivendica di aver esteso la pedagogia libertaria all'intera Catalogna

Dopo le Giornate di maggio del 1937 che provocano gravi fratture nel fronte antifascista, viene nominato Sottosegretario all'Istruzione nell'ultimo governo Negrín (Ministro era Segundo Blanco, anch'egli della CNT)

Tra i suoi impegni l'evacuazione di decine di migliaia di bambini in colonie scolastiche finalizzate ad allontanare i bambini dai centri urbani (soggetti ormai a continui bombardamenti) ma anche a favorirne un'educazione a diretto contatto con la Natura.

Dopo il crollo della Repubblica (1939) espatria in Francia dove sarà attivo nella Resistenza antinazista nel battaglione Libertad composto da anarchici spagnoli.

Nel dopoguerra continua l'impegno tra gli espatriati spagnoli e ricopre l'incarico di Segretario organizzativo della Confederación Nacional del Trabajo in esilio.

Nel 1952 si trasferisce a Porto Alegre in Brasile, presso il figlio Floreal. Qui tra difficoltà economiche e problemi di salute prosegue nella sua attività politica e pubblica il libro: El hombre, el medio y la sociedad. Los factores determinantes de la conducta del individuo (Porto Alegre, Grafica Editóra Vértice, 1970) in cui ripercorre le sue concezioni politiche ed educative.